# Compsocephalus kiellandi
Compsocephalus kiellandi är en skalbaggsart som beskrevs av Allard 1985. Compsocephalus kiellandi ingår i släktet Compsocephalus och familjen Cetoniidae. Inga underarter finns listade i Catalogue of Life.